# Vincenzo Pedrazzini

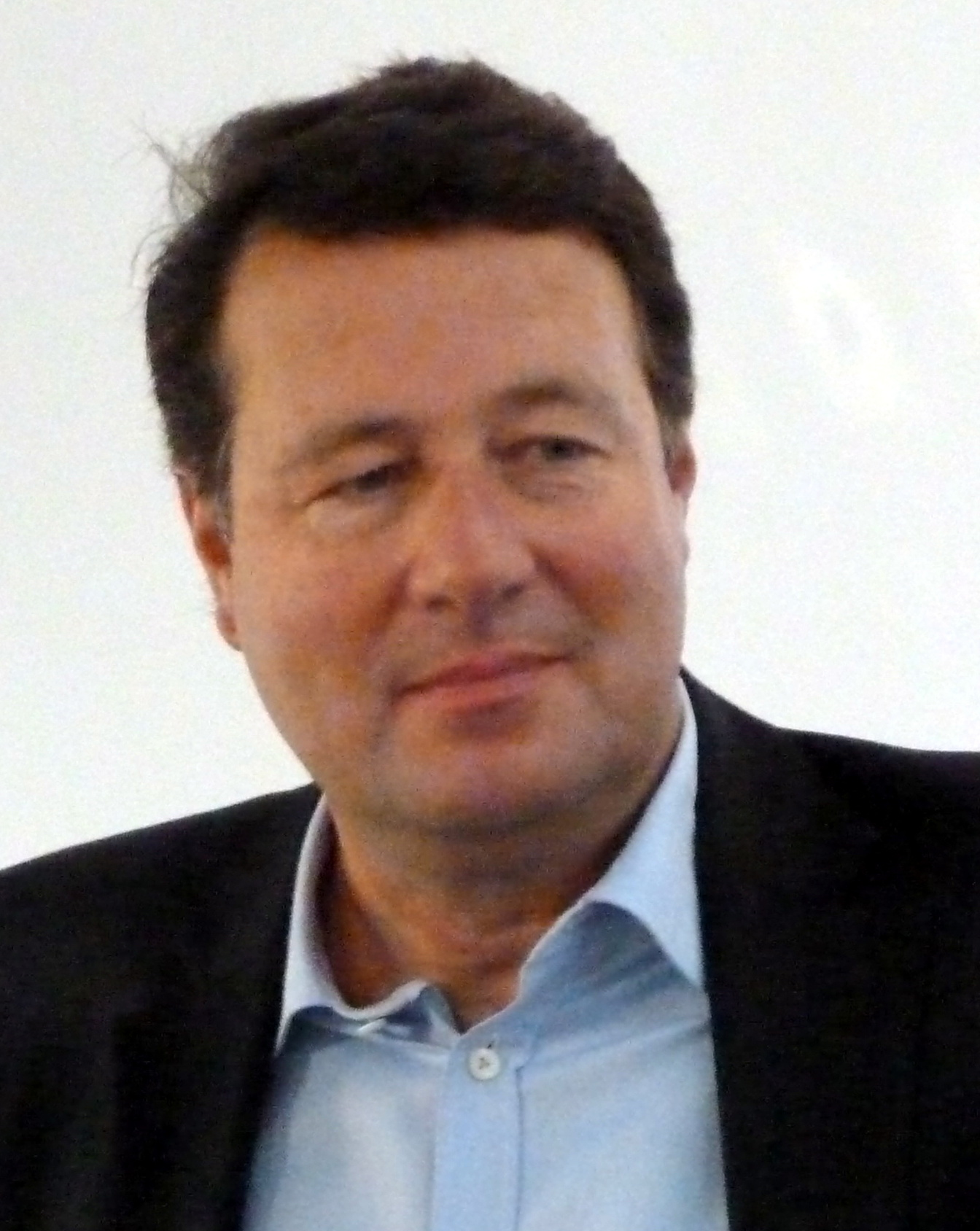
Vincenzo Pedrazzini (2012)

Vincenzo M. Pedrazzini (* 18. Dezember 1960 in Campo Vallemaggia) ist ein Schweizer Unternehmer und Politiker, Vizepräsident der Schweizer Partei FDP.Die Liberalen.

## Beruf
Pedrazzini studierte an der Universität Fribourg, wo er 1988 den Lizenziat der Rechtswissenschaft (lic. iur.) erwarb. Seit 1991 wohnt er in Wollerau. Er leitet seit 1992 sein mittlerweile 50-köpfiges Patent- und Markenanwaltsbüro Isler & Pedrazzini. Von 1995 bis 2006 amtete er auch als Generalsekretär der internationalen Vereinigung zum Schutz des geistigen Eigentums AIPPI, deren Ehrenmitglied er seither ist. Von 2003 bis 2008 gehörte er zum Vorstand des Verbandes Schweizerischer Patent- und Markenanwälte (VSP) an. 2007 wurde er vom Bundesrat in den Institutsrat des Eidgenössischen Institutes für Geistiges Eigentum gewählt.

## Politik
Pedrazzini bekleidete seit 2004 verschiedene Leitungsfunktionen der Freisinnig-Demokratischen Partei bzw. FDP.Die Liberalen in Wollerau sowie im Kanton Schwyz. Von 2007 bis 2012 präsidierte er die Schwyzer Kantonalpartei, die 2012 bei den Kantonsratswahlen 2 Mandate gewann. Er übergab das Präsidialamt an Nationalrätin Petra Gössi. Seit 2009 ist Pedrazzini Vizepräsident der FDP.Die Liberalen Schweiz, für die er bei den eidgenössischen Wahlen 2011 als Wahlkampfleiter amtete.

## Referenz
1. ↑  Schwyzer Freisinn (Memento des Originals vom 3. Januar 2016 im Internet Archive)  Info: Der Archivlink wurde automatisch eingesetzt und noch nicht geprüft. Bitte prüfe Original- und Archivlink gemäß Anleitung und entferne dann diesen Hinweis. (PDF; 833 kB), 1. Juni 2012.